# Lobelia kraussii
Lobelia kraussii là loài thực vật có hoa trong họ Hoa chuông. Loài này được Graham mô tả khoa học đầu tiên năm 1830.